# 75837 Johnbriol
75837 Johnbriol este o planetă minoră (asteroid) din centura de asteroizi. A fost descoperită pe 30 ianuarie 2000 la Catalina Station⁠(d) de Catalina Sky Survey. 
Obiectul prezintă o orbită caracterizată de o semiaxă mare de 2,4101044597503 UAi, o excentricitate de 0,16, o înclinație de 6,2 ° în raport cu ecliptica.